# Powiat Germersheim
Powiat Germersheim (niem. Landkreis Germersheim) – powiat w niemieckim kraju związkowym Nadrenia-Palatynat. Siedzibą powiatu jest miasto Germersheim.

## Podział administracyjny
Powiat Germersheim składa się z:
- dwóch gmin miejskich (Stadt)
- sześciu gmin związkowych (Verbandsgemeinde)

Gminy miejskie:
| Lp. | Nazwa gminy miejskiej | Ludność (31.12.2009) | Powierzchnia km² |
| --- | --------------------- | -------------------- | ---------------- |
| 1   | Germersheim           | 20.706               | 21,40            |
| 2   | Wörth am Rhein        | 17.293               | 131,64           |

Gminy związkowe:
| Lp. | Nazwa gminy związkowej | Ludność (31.12.2009) | Powierzchnia km² | Liczba gmin |
| --- | ---------------------- | -------------------- | ---------------- | ----------- |
| 1   | Bellheim               | 13.493               | 43,55            | 4           |
| 2   | Hagenbach              | 10.735               | 33,74            | 4           |
| 3   | Jockgrim               | 16.600               | 40,92            | 4           |
| 4   | Kandel                 | 15.388               | 68,92            | 7           |
| 5   | Lingenfeld             | 16.033               | 70,14            | 6           |
| 6   | Rülzheim               | 14.734               | 52,97            | 4           |